# Demandice
Demandice – wieś (obec) na Słowacji położona w kraju nitrzańskim, w powiecie Levice. Pierwsze wzmianki o miejscowości pochodzą z roku 1291. 
Według danych z dnia 31 grudnia 2012, wieś zamieszkiwało 1028 osób, w tym 530 kobiet i 498 mężczyzn.
W 2001 roku rozkład populacji względem narodowości i przynależności etnicznej wyglądał następująco:
- Słowacy – 66,41%
- Czesi – 0,29%
- Niemcy – 0,29%
- Romowie – 0,58%
- Węgrzy – 32,34%

Ze względu na wyznawaną religię struktura mieszkańców kształtowała się w 2001 roku następująco:
- Katolicy rzymscy – 90,93%
- Grekokatolicy – 0,1%
- Ewangelicy – 2,7%
- Prawosławni – 0,1%
- Ateiści – 4,92%
- Nie podano – 0,48%